# آرثر هيرزوغ جونيور
آرثر هيرزوغ جونيور (بالإنجليزية: Arthur Herzog, Jr.)‏ هو كاتب أغاني وعازف جاز وملحن وشاعر أمريكي، ولد في 13 ديسمبر 1900 في نيويورك في الولايات المتحدة، وتوفي في 1 سبتمبر 1983 في ديترويت في الولايات المتحدة.

## وصلات خارجية
- آرثر هيرزوغ جونيور على موقع IMDb (الإنجليزية)
- آرثر هيرزوغ جونيور على موقع ميوزك برينز (الإنجليزية)
- آرثر هيرزوغ جونيور على موقع قاعدة بيانات برودواي على الإنترنت (الإنجليزية)
- آرثر هيرزوغ جونيور على موقع أول ميوزيك (الإنجليزية)
- آرثر هيرزوغ جونيور على موقع ديسكوغز (الإنجليزية)